# Join the Dots: B-Sides and Rarities, 1978-2001 (The Fiction Years)
Join the Dots: B-sides & Rarities is een cd-set van de Britse newwaveband The Cure die uitkwam op 27 januari 2004. De set bestaat uit vier cd's met compilaties van B-kanten, zeldzame nummers en geremasterde nummers.
De set bevat ook een boekje waarin elk nummer van commentaar wordt voorzien en een overzicht van de geschiedenis van de band tot en met 2004. Op de laatste pagina's staat de volledige discografie van The Cure.

## Nummers

### Cd 1 - 1978-1987
1. "10:15 Saturday Night" - 3:43 (B-kant van Killing an Arab maar staat ook op Three Imaginary Boys en Boys Don't Cry)
2. "Plastic Passion" - 2:16 (B-kant van Boys Don't Cry maar staat ook op het album Boys Don't Cry)
3. "Pillbox Tales" - 2:56 (B-kant van Boys Don't Cry uit 1986 maar opgenomen in 1979)
4. "Do the Hansa" - 2:40 (B-kant van Boys Don't Cry (12"-vinylplaat uit 1986 maar opgenomen in 1979)
5. "I'm Cold" - 2:49 (B-kant van Jumping Someone Else's Train 1979)
6. "Another Journey by Train" - 3:06 (B-kant van A Forest 1981)
7. "Descent" - 3:09 (B-kant van Primary 1981)
8. "Splintered in Her Head" - 5:17 (B-kant van Charlotte Sometimes 1981)
9. "Lament" [Flexipop] - 4:36 (Stond op een vinyl van Flexipop 1982)
10. "Just One Kiss" - 4:10 (B-kant van Let's Go to Bed 1982)
11. "The Dream" - 3:12 (B-kant van The Walk 1983)
12. "The Upstairs Room" - 3:31 (Extra B-kant van The Walk 1983)
13. "Lament" - 4:25 (Extra B-kant van The Walk, 12", 1983)
14. "Speak My Language" - 2:43 (B-kant van The Lovecats 1983)
15. "Mr Pink Eyes" - 2:45 (Extra B-kant van The Lovecats 1983)
16. "Happy the Man" - 2:47 (B-kant van The Caterpillar 1984)
17. "Throw Your Foot" - 3:33 (Extra B-kant van The Caterpillar 1984)
18. "New Day" - 4:10 (Extra nummer op de Half an Octopuss, 10"-ep, 1984)
19. "The Exploding Boy" - 2:54 (B-kant van In Between Days 1985)
20. "A Few Hours after This..." - 2:28 (Extra B-kant van In Between Days, 12", 1985)
21. "A Man Inside My Mouth" - 3:07 (B-kant van Close to Me 1985)
22. "Stop Dead" - 4:02 (Extra B-kant van Close to Me, 12", 1985)

### Cd 2 - 1987-1992
1. "A Japanese Dream" - 3:29 (B-kant van Why Can't I Be You? 1987)
2. "Breathe" - 4:48 (B-kant van Catch 1987)
3. "A Chain of Flowers" - 4:55 (Extra B-kant van Catch, 12", 1987)
4. "Snow in Summer" - 3:27 (B-kant van Just Like Heaven 1987)
5. "Sugar Girl" - 3:15 (Extra B-kant van Just Like Heaven, 12", 1987)
6. "Icing Sugar" [Remix] - 3:23 (Extra nummer op Kiss Me, Kiss Me, Kiss Me Orange Vinyl Bonus Disc 1987)
7. "Hey You!!!" [Extended Mix] - 4:08 (B-kant van Hot Hot Hot!!! 1987)
8. "How Beautiful You Are..." - 4:25 (Extra nummer op Kiss Me Kiss Me Kiss Me Radio Sampler-cd 1987)
9. "To the Sky" - 5:15 (Kwam uit op de Stranger Than Fiction compilatie van Fiction Records (1989) maar is opgenomen in 1987)
10. "Babble" - 4:18 (B-kant van Lullaby in het Verenigd Koninkrijk maar van Fascination Street in de Verenigde Staten 1989)
11. "Out of Mind" - 3:51 (Extra B-kant van Lullaby en Fascination Street, 12", 1989)
12. "2 Late" - 2:41 (B-kant van Lovesong 1989)
13. "Fear of Ghosts" - 6:51 (Extra B-kant van Lovesong, 12", 1989)
14. "Hello I Love You" [Psychedelic Version] - 6:04 (Nog niet eerder uitgebracht maar opgenomen in 1990)
15. "Hello I Love You" - 3:31 (Van de Elektra-cd Rubaiyat uit 1990, cover van een nummer van The Doors)
16. "Hello I Love You" [Slight Return Mix] - 0:13 (Van de Elektra-cd Rubaiyat uit 1990)
17. "Harold and Joe" - 5:09 (B-kant van Never Enough 1990)
18. "Just Like Heaven" [Dizzy Mix] - 3:43 (B-kant van Close to Me, Closest Mix-heruitgave 1990)

### Cd 3 - 1992-1996
1. "This Twilight Garden" - 4:45 (B-kant van High 1992)
2. "Play" - 4:36 (Extra B-kant van High, 12", 1992)
3. "Halo" - 3:47 (B-kant van Friday I'm in love 1992)
4. "Scared as You" - 4:12 (Extra B-kant van Friday I'm in Love, 12", 1992)
5. "The Big Hand" - 4:53 (B-kant van A Letter to Elise 1992)
6. "A Foolish Arangement" - 3:51 (Extra B-kant van A Letter to Elise, 12", 1992)
7. "Doing the Unstuck" [Saunders 12" Mix] - 5:55 (Nog niet eerder uitgebrachte remix voor de nooit uitgekomen single Doing the Unstuck, 1992)
8. "Purple Haze" (Virgin-radioversie; Hendrix) - 3:18 (Nog niet eerder uitgebrachte 12"-versie 1993)
9. "Purple Haze" (Hendrix) - 5:22 (Van Stone Free: A Tribute to Jimi Hendrix 1993)
10. "Burn" - 6:37 (Van The Crow Soundtrack 1994)
11. "Young Americans" (Bowie) - 6:23 (Van de 104.9 XFM-compilatie, een cover van een nummer van David Bowie 1995)
12. "Dredd Song" - 4:25 (Van de Judge Dredd Soundtrack 1995)
13. "It Used to Be Me" - 6:50 (B-kant van The 13th 1996)
14. "Ocean" - 3:29 (B-kant van The 13th 1996)
15. "Adonais" - 4:11 (B-kant van The 13th 1996)

### Cd 4 - 1996-2001
1. "Home" - 3:24 (B-kant van Mint Car 1996)
2. "Waiting" - 3:34 (B-kant van Mint Car 1996)
3. "A Pink Dream" - 3:44 (B-kant van Mint Car 1996)
4. "This Is a Lie" [Ambient Mix] - 4:32 (B-kant van Strange Attraction in de Verenigde Staten en Gone! in het Verenigd Koninkrijk 1996)
5. "Wrong Number" [P2P Remix] (Smith) - 8:14 (Een van de remixes van de Wrong Number single, geremixt door Robert Smityh in 1997)
6. "More Than This" (Smith) - 5:11 (Van The X-Files: The Album 1998)
7. "World in My Eyes" (Gore) - 4:52 (Van het album For the Masses, een album van Depeche Mode covers 1998)
8. "Possession" - 5:17 (Nog niet eerder uitgebracht nummer van de Bloodflowers sessies 2000)
9. "Out of This World" [Oakenfold Remix] - 7:01 (Nog niet eerder uitgebracht remix gemaakt in 2000)
10. "Maybe Someday" [Hedges Remix] - 4:59 (Van de promotie-cd Maybe Someday uit 2000)
11. "Coming Up" - 6:27 (Extra nummer van de Japanse en Australische versies van  Bloodflowers 2000)
12. "Signal to Noise" (akoestische versie) - 3:36 (Nog niet eerder uitgebrachte akoestische opname van de Greatest Hits-sessies; het nummer zou een single zijn geworden met Cut Here als B-kant, maar dit plan werd op het laatste moment gewijzigd (2001))
13. "Signal to Noise" - 4:07 (B-kant van Cut Here 2001)
14. "Just Say Yes" [Curve Remix] - 3:18 (Nog niet eerder uitgebrachte remix uit 2001)
15. "A Forest" [Plati/Slick-versie] - 6:41 (Nog niet eerder uitgebracht remix uit 2001)